# راس بارلو
راس بارلو (به انگلیسی: Ross Barlow) یک کشتی است.